# Tagoloan, Lanao del Sur

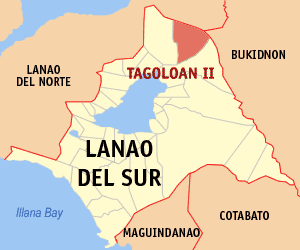
Bản đồ Lanao del Sur với vị trí của Tagoloan Ii

Tagoloan II (also known simply as Tagoloan) là một đô thị hạng 5 ở tỉnh Lanao del Sur, Philippines. Theo điều tra dân số năm 2000 của Philipin, đô thị này có dân số 8.714 người trong 1.064 hộ.

## Các đơn vị hành chính
Tagoloan II được chia ra 19 barangay.
| - Bantalan - Bayog - Cadayonan - Dagonalan - Dimalama - Gayakay - Inodaran - Kalilangan - Kianibong - Kingan | - Kitaon - Bagoaingud - Malinao - Malingon - Mama-an Pagalongan - Marawi - Maimbaguiang - Sigayan - Tagoloan Poblacion |